# Stříbrná medaile předsedy Senátu
Stříbrná medaile předsedy Senátu je ocenění předávané předsedou Senátu Parlamentu České republiky. Vznikla roku 2007. Předání navrhuje člen senátu a předseda ho schvaluje. Předávaná je osobnostem z řad vědců, umělců, sportovců a dalším osobám, které vynikly ve svých oborech či vykonaly zvláštní čin. Medaili od roku 2012 předává předseda Senátu při příležitosti Dne české státnosti, tj. 28. září. Příležitostně může být předána během roku v případě návštěvy významných zahraničních osobností.

## Historie a provedení
Stříbrné medaile Senátu byly vyrobeny v roce 2007 z podnětu předsedy Senátu Přemysla Sobotky. Tradici předávání medailí u příležitosti Dne české státnosti zavedl od roku 2012 předseda Senátu Milan Štěch. Autorem grafického návrhu je akademický sochař Michal Vitanovský, rytecké úpravy provedl Lubomír Lietava.
materiál Ag 999 s patinou, hmotnost 42 g, průměr 50 mm, provedení standard. Medaile razí Česká mincovna, a.s. v Jablonci nad Nisou. Do konce roku 2021 bylo vyrobeno 500 kusů medailí. Medaile jsou darem Senátu a jsou financovány z rozpočtu Kanceláře Senátu – oddělení protokolu.

## Seznam oceněných

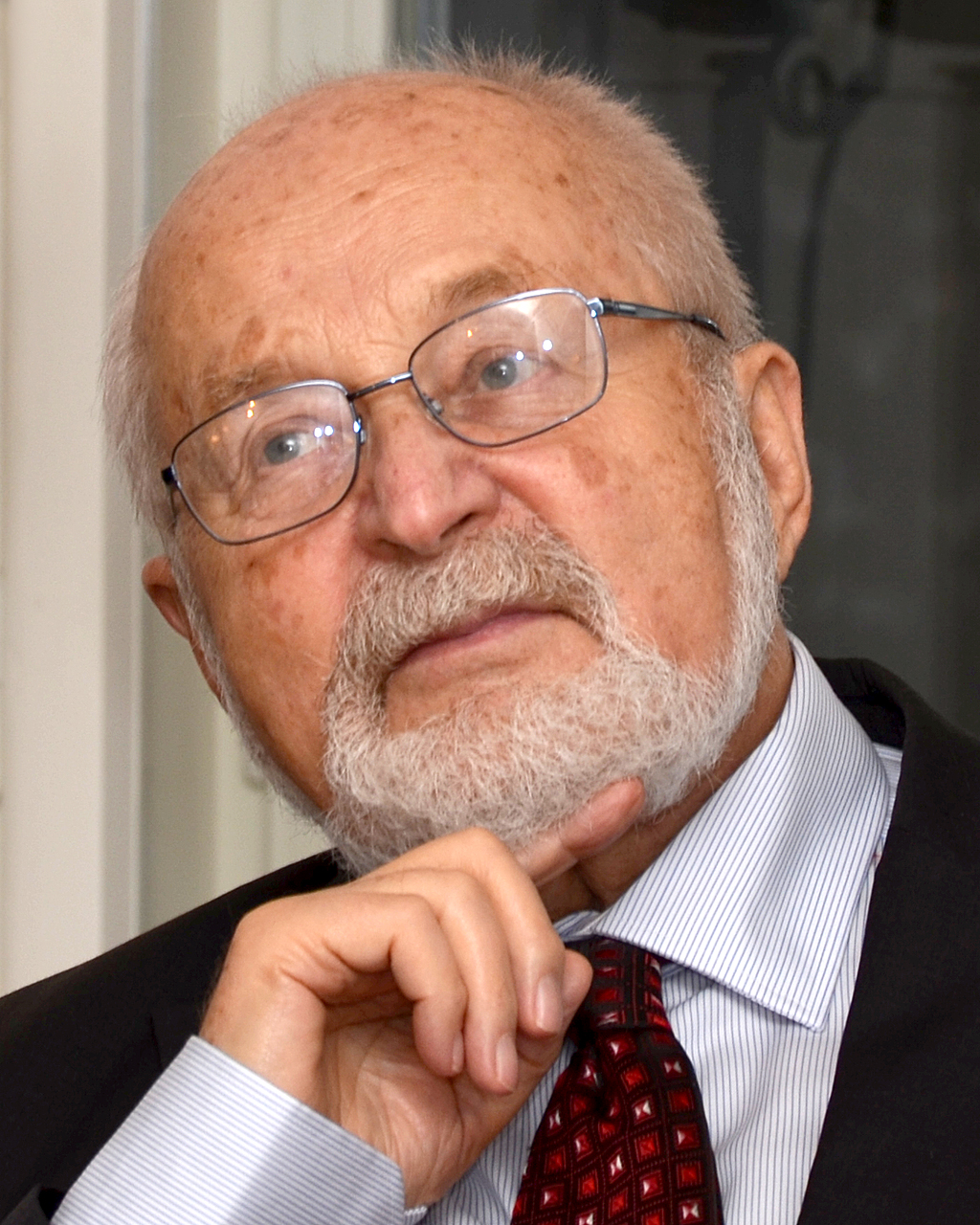
František Janouch, ředitel Nadace Charty 77

### 2009
- Milan Píka (20. 9. 2009)[1]

### 2011
- Antonín Holý (4. 11. 2011)[2]

### 2012
- Irena Drevňáková (27. 9. 2012)
- Roman Červenka (27. 9. 2012)
- Jiří Kadlec (27. 9. 2012)
- prof. Ing. Pavel Hobza, DrSc. (27. 9. 2012)
- prof. RNDr. František Janouch, CSc. (27. 9. 2012)
- prof. Erazim Kohák, Ph.D. (27. 9. 2012)
- prof. PaedDr. Jiří Kolář (27. 9. 2012)
- prof. Marek Kopelent (27. 9. 2012)
- Jarmila Kratochvílová (27. 9. 2012)
- prof. PhDr. Robert Kvaček, CSc. (27. 9. 2012)
- Lubomír Lipský (27. 9. 2012)
- Mathilda Nostitzová filantropkaMathilda Nostitzová (27. 9. 2012)
- Paul Rausnitz (27. 9. 2012)

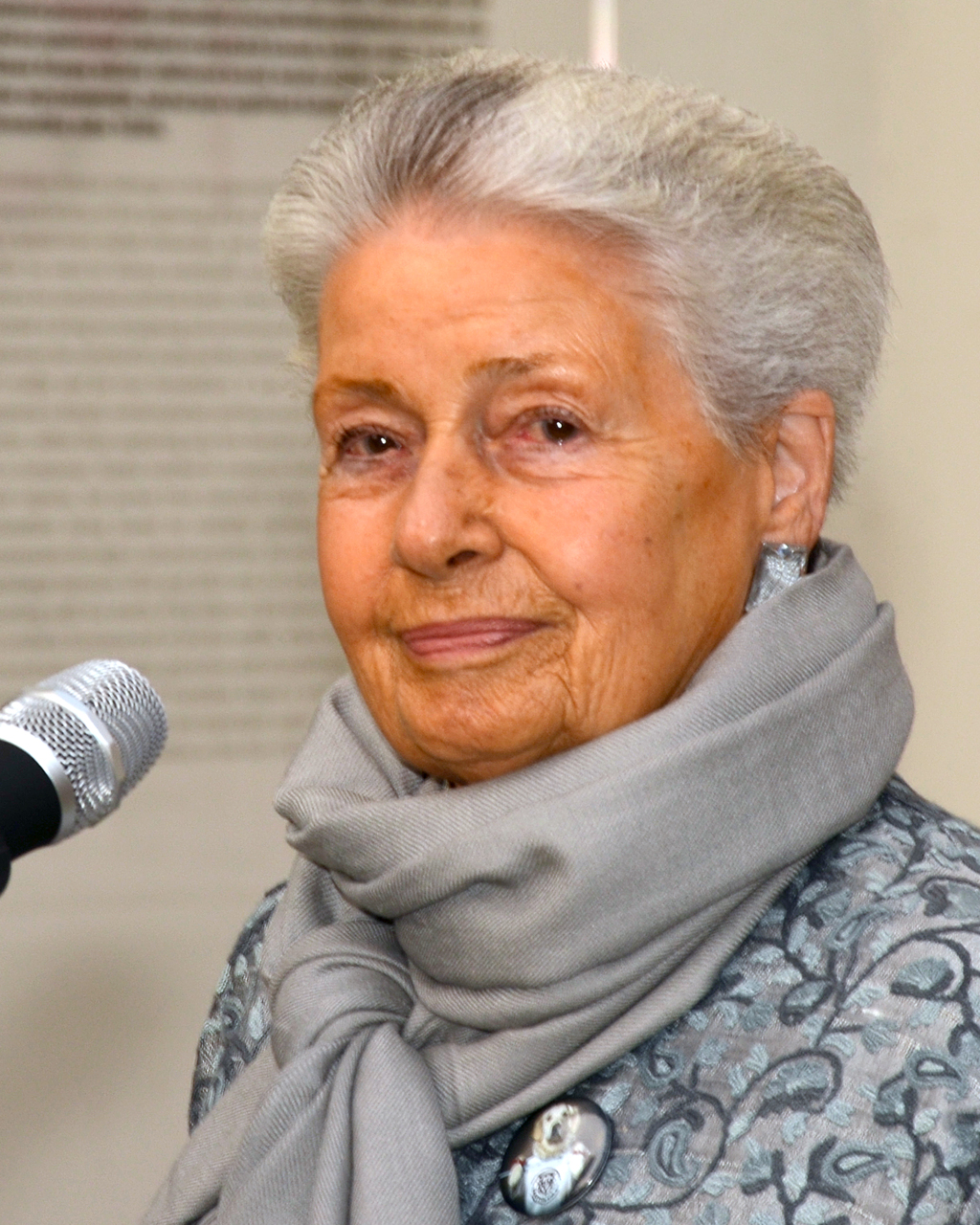
Mathilda Nostitzová filantropka

- Ing. arch. Viktor Rudiš (27. 9. 2012)
- prof. RNDr. Blanka Říhová, DrSc. (27. 9. 2012)
- MUDr. Pavel Stodůlka, Ph.D. (27. 9. 2012)
- Roman Škulec (27. 9. 2012)
- Aaron Ciechanover (29. 5. 2012)
- Ada E. Yonath (29. 5. 2012)
- Avram Hershko (29. 5. 2012)
- Dan Shechtman (29. 5. 2012)
- spolek Svatobor (22. 3. 2012)
- Jan Agel (24. 2. 2012)

### 2013

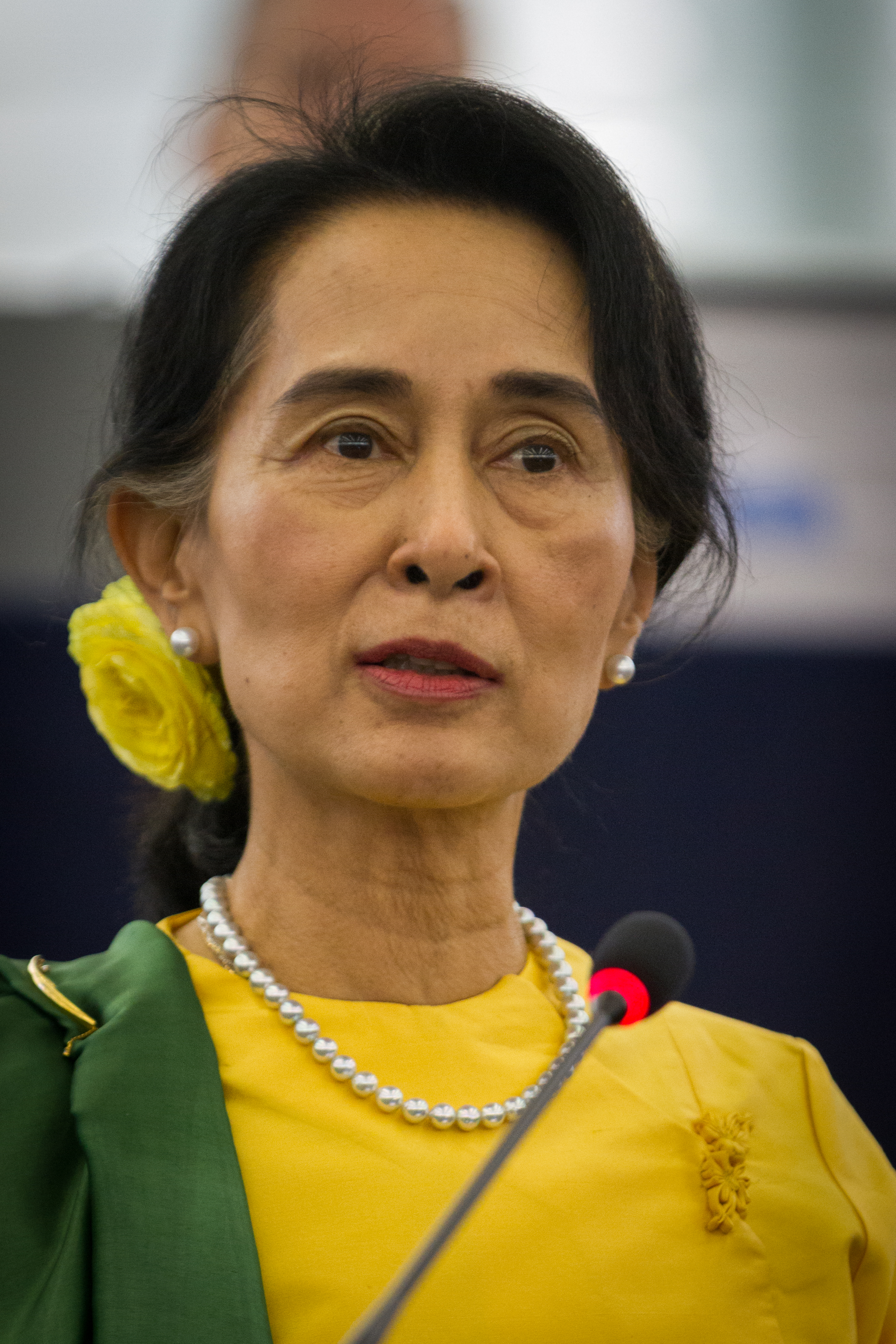
Aun Schan Su Ťij, myanmarská bojovnice za demokracii a lidská práva, politička a disidentka

- Aun Schan Su Ťij, myanmarská bojovnice za demokracii a lidská práva, politička a disidentkaprof. Ing. Rudolf Zahradník (13. 11. 2013)
- prof. RNDr. Václav Hořejší, CSc. (27. 9. 2013)
- Mgr. Ilja Hradecký (27. 9. 2013)
- Richard Konkolski (27. 9. 2013)
- Michael March (27. 9. 2013)
- Jiří Pavlica (27. 9. 2013)
- Gjon Perdedaj (27. 9. 2013)
- Libor Peška (27. 9. 2013)
- Vojtěch Stříteský (27. 9. 2013)
- Roman Šebrle (27. 9. 2013)
- Robert Změlík (27. 9. 2013)
- Mgr. Irena Lovětínská Šlamborová, PhD. (27. 9. 2013)
- prof. Jaroslav Vostrý (27. 9. 2013)
- prom. fil. Vlasta Winkelhöferová (27. 9. 2013)
- prof. MUDr. Eduard Zvěřina, DrSc. (27. 9. 2013)
- prof. MUDr. Jiří Bartek, CSc. (27. 9. 2013)
- Aun Schan Su Ťij (17. 9. 2013)
- prof. Pavel Kroupa (1. 8. 2013)
- prof. Serge Haroche (30. 7. 2013)

### 2014

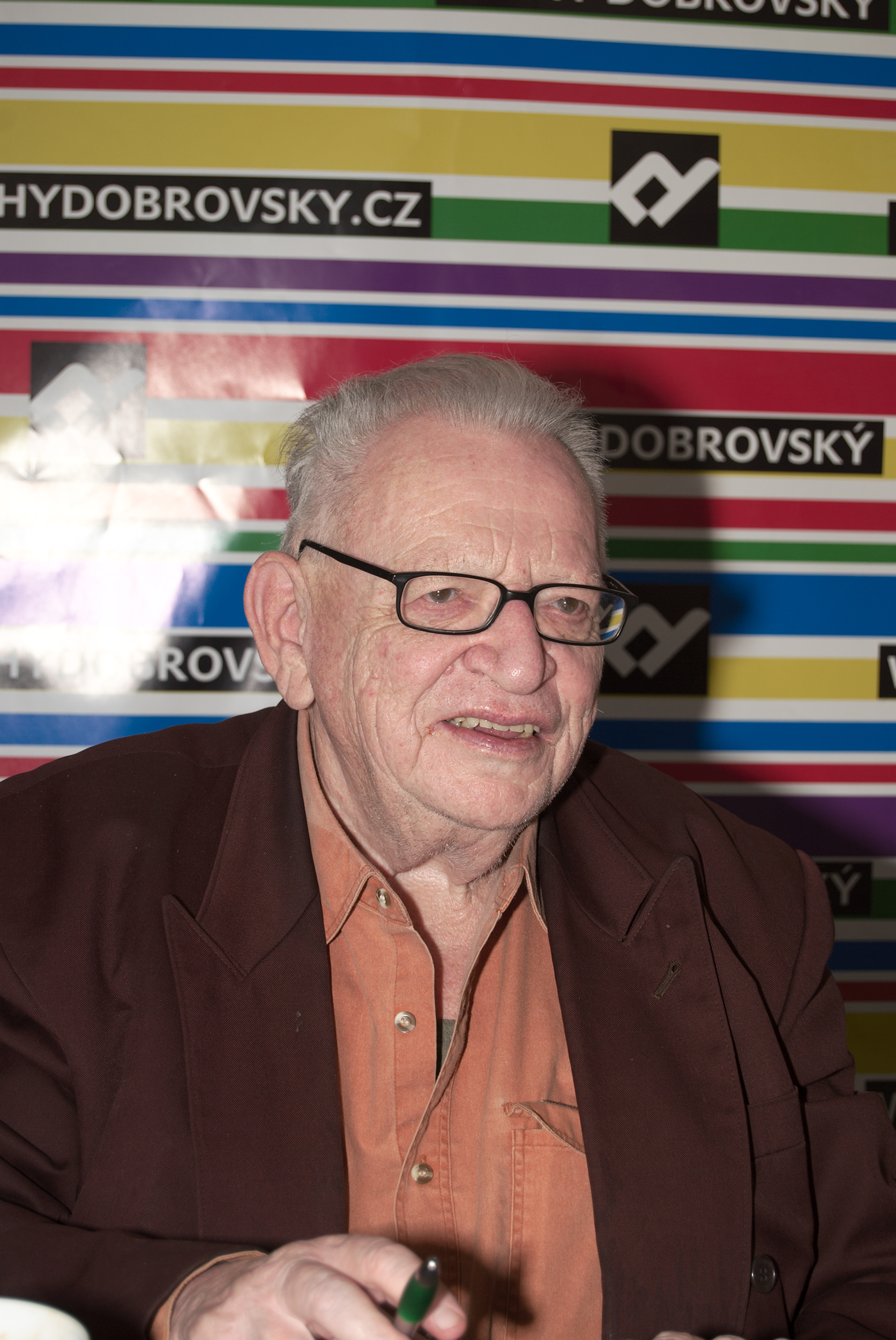
Miloslav Stingl, cestovatel, spisovatel

- Miloslav Stingl, cestovatel, spisovatelprof. RNDr. Emil Paleček, DrSc. (26. 9. 2014)
- prof. RNDr. František Vyskočil, CSc. (26. 9. 2014)
- prof. Ing. Jiří Witzany, DrSc. (26. 9. 2014)
- doc. MUDr. Dimitrij Slonim (26. 9. 2014)
- doc. MUDr. Miluše Havlová, CSc. (26. 9. 2014)
- PhDr. Darja Kocábová (26. 9. 2014)
- Karel Velan (26. 9. 2014)
- doc. PhDr. Igor Pleskot, CSc. (26. 9. 2014)
- RNDr. Josef Kubát (26. 9. 2014)
- JUDr. PhDr. Miloslav Stingl (26. 9. 2014)
- Ing. Miroslav Kváč (26. 9. 2014)
- Gabriela Soukalová (26. 9. 2014)
- Ondřej Moravec (26. 9. 2014)
- plk. Ing. František Mencl (26. 9. 2014)
- Ing. Bořivoj Kasal (26. 9. 2014)
- Martina Zbytková (26. 9. 2014)
- Ladislav Smoček (26. 9. 2014)

### 2015
- Jiří Bartoška, herec a prezident Mezinárodního filmového festivalu Karlovy VaryJiří Bartoška (25. 9. 2015)

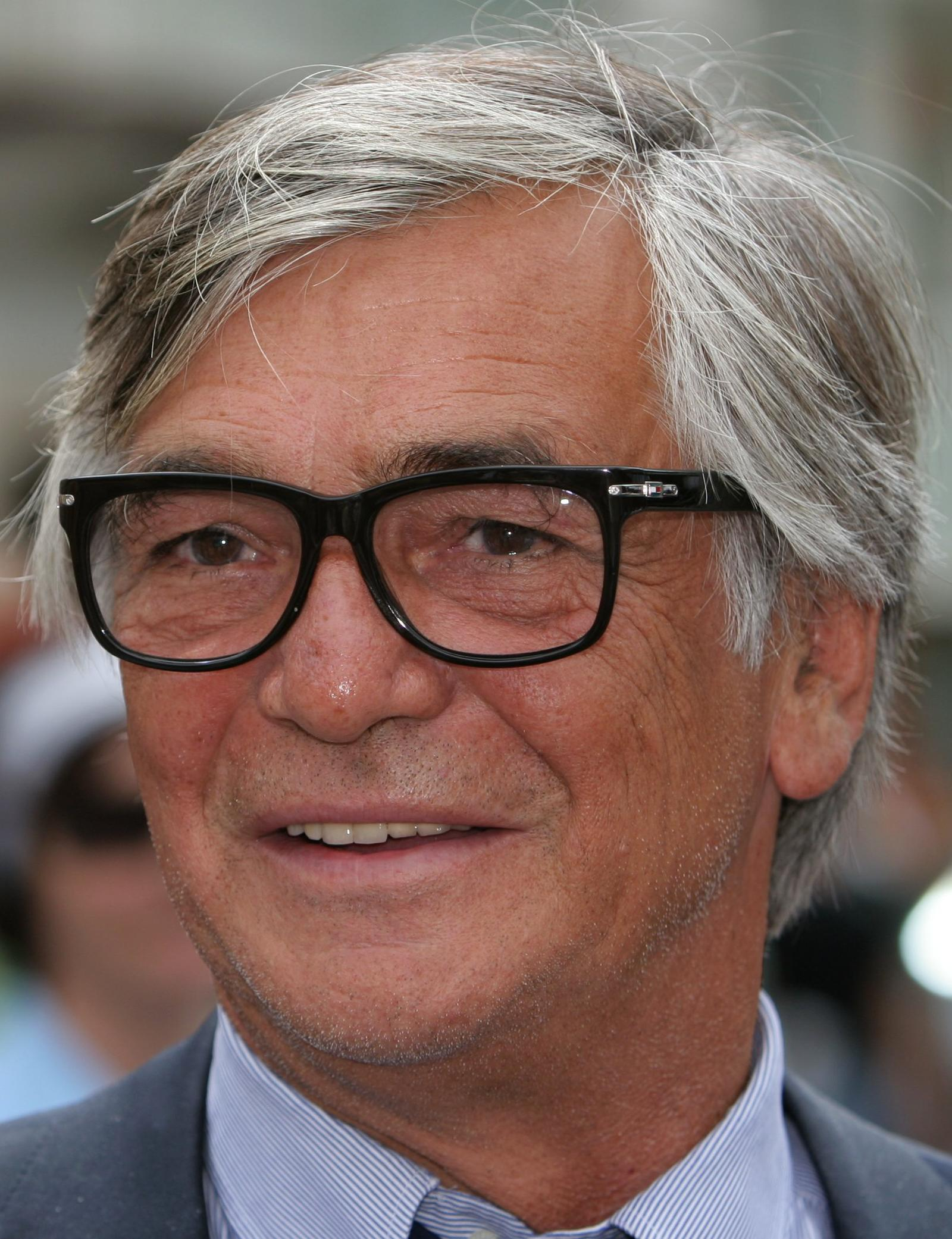
Jiří Bartoška, herec a prezident Mezinárodního filmového festivalu Karlovy Vary

- prof. Ing. Armin Delong, DrSc. (25. 9. 2015)
- RNDr. Zdeněk Havlas, DrSc. (25. 9. 2015)
- RNDr. Jiří Hejnar, CSc. (25. 9. 2015)
- prof. MUDr. Josef Hyánek, CSc. (25. 9. 2015)
- Alena Jančíková (25. 9. 2015)
- prof. Ing. Pavel Jandera, DrSc. (25. 9. 2015)
- prof. PhDr. Milena Lenderová, CSc. (25. 9. 2015)
- prof. JUDr. Václav Pavlíček, CSc. (25. 9. 2015)
- prof. Mgr. Jana Roithová, Ph.D. (25. 9. 2015)
- prof. MUDr. Jaroslav Rybka, DrSc. (25. 9. 2015)
- PhDr. Vladimír Rys (25. 9. 2015)
- Ing. Josef Skalický (25. 9. 2015)
- Mons. Josef Suchár (25. 9. 2015)

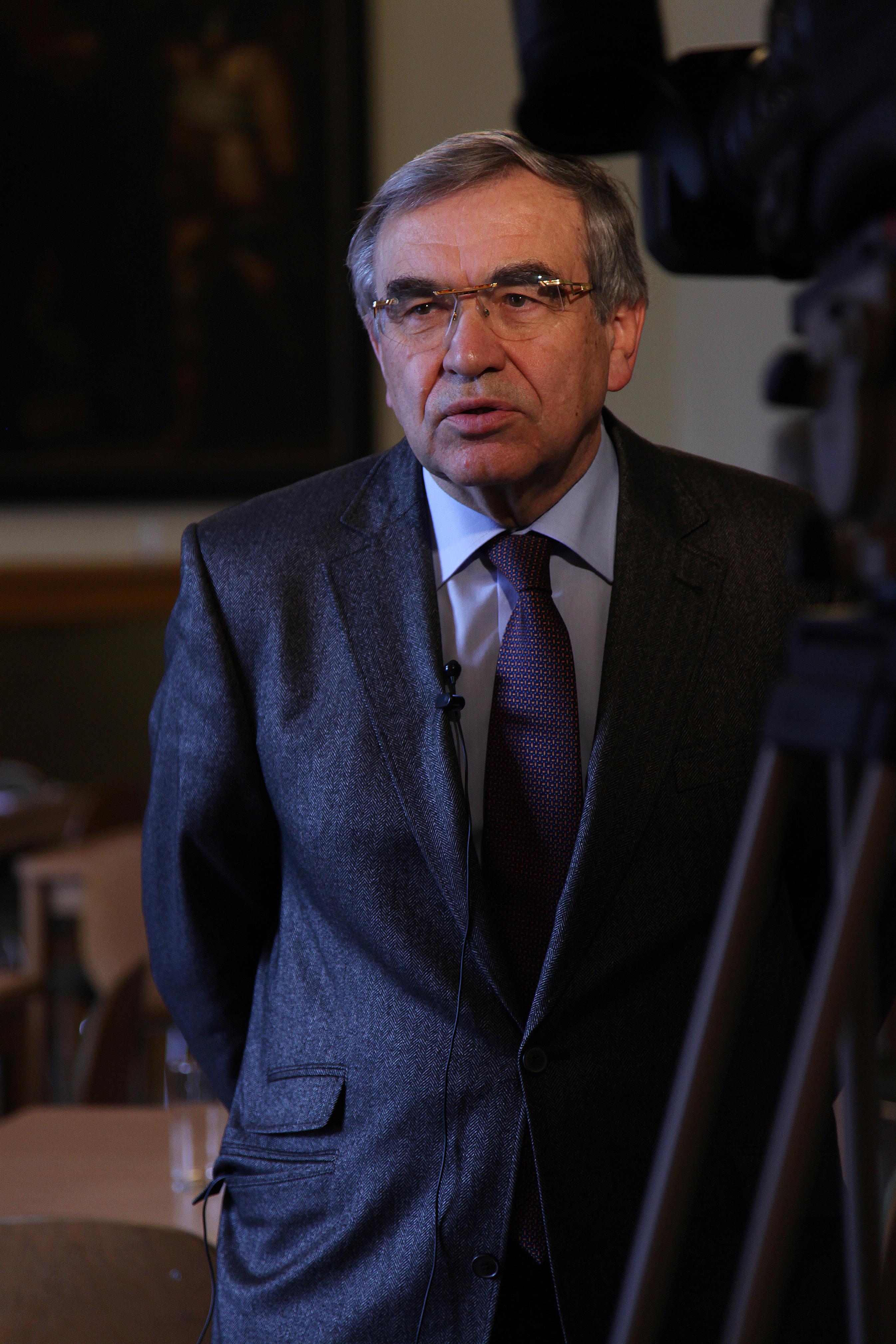
Josef Syka, neurolog a vědec

- Josef Syka, neurolog a vědecprof. MUDr. Josef Syka, DrSc. (25. 9. 2015)
- prof. Ing. Karel Ulbrich, DrSc. (25. 9. 2015)
- prof. Ing. František Vejražka, CSc. (25. 9. 2015)
- prof. Gerardus´t Hooft (25. 9. 2015)
- prof. Marlan O. Scully (28. 5. 2015)
- Adolf Burger (19. 5. 2015)
- Růžena Borská (19. 5. 2015)
- plk. v.v. Ladislav Havrišák (19. 5. 2015)
- Josef Henek (19. 5. 2015)
- Ing. Bořivoj Sedláček (19. 5. 2015)
- doc. MUDr. Juraj Strauss, CSc. (19. 5. 2015)
- Jeho Eminence Giovanni kardinál Coppa (14. 5. 2015)

### 2016
- Jana Balcárková (27. 9. 2016)
- Petr Pithart, první předseda Senátu, bývalý premiér a disident, spisovatelLudmila Formanová (27. 9. 2016)

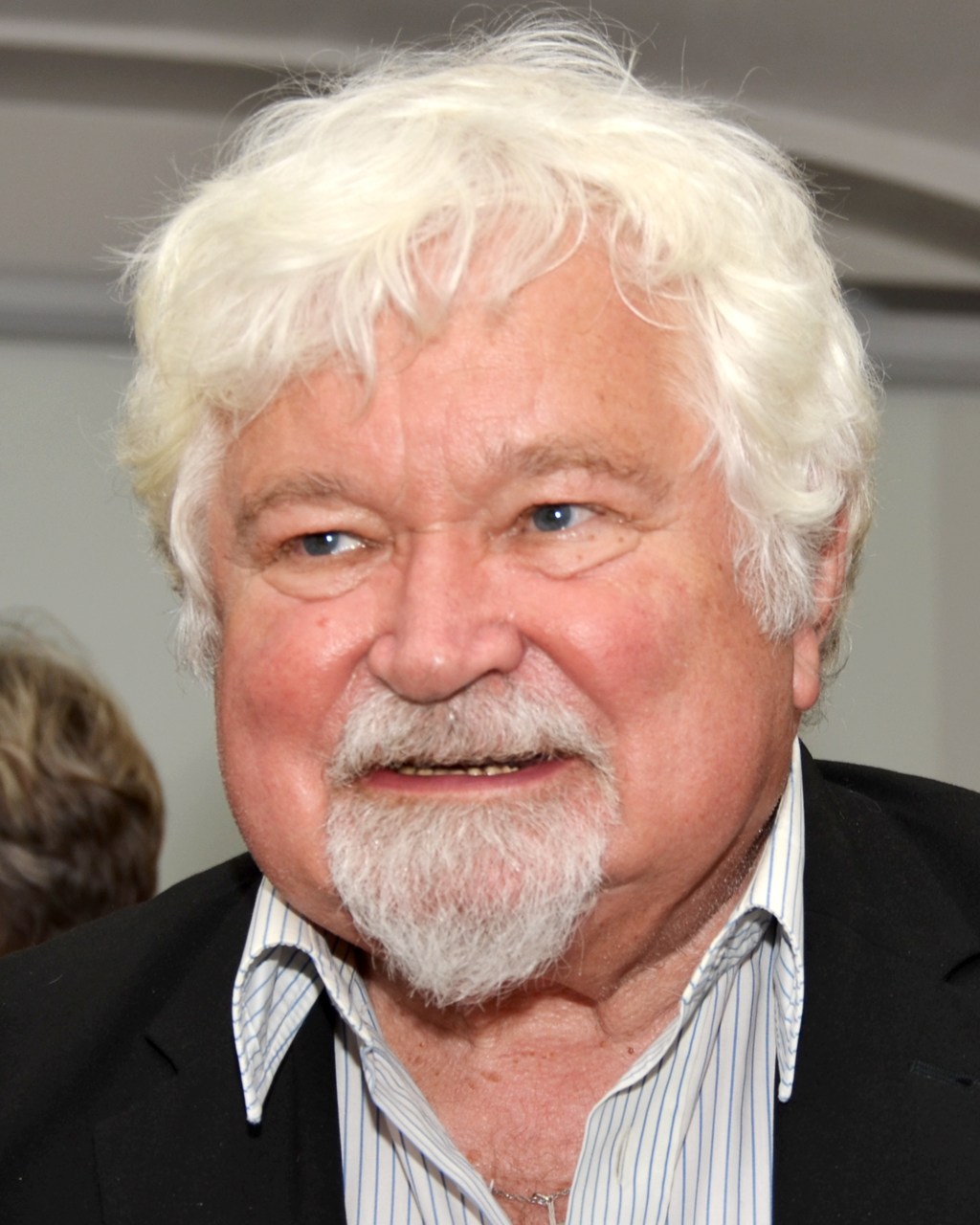
Petr Pithart, první předseda Senátu, bývalý premiér a disident, spisovatel

- prof. Ing. Jana Hajšlová, CSc. (27. 9. 2016)
- prof. Ing. Richard Hindls, CSc. (27. 9. 2016)
- prof. Akihiro Ishikawa (27. 9. 2016)
- Petr Janda (27. 9. 2016)
- Otto Jelinek (13. 9. 2016)
- Jiří Ježek (27. 9. 2016)
- prof. MUDr. Jaromír Kolář, DrSc. (27. 9. 2016)
- JUDr. Ing. Jaroslav Musial (15. 12. 2016)
- prof. MUDr. Luboš Petruželka, CSc. (27. 9. 2016)
- doc. JUDr. Petr Pithart, dr. h. c. (15.12.2016)
- René Roubíček (27. 9. 2016)
- prof. MUDr. Vratislav Rybka, DrSc. (27. 9. 2016)
- prof. MUDr. Miroslav Ryska, CSc. (27. 9. 2016)
- MUDr. Přemysl Sobotka (15.12.2016)
- prof. MUDr. Jan Starý, DrSc. (27. 9. 2016)

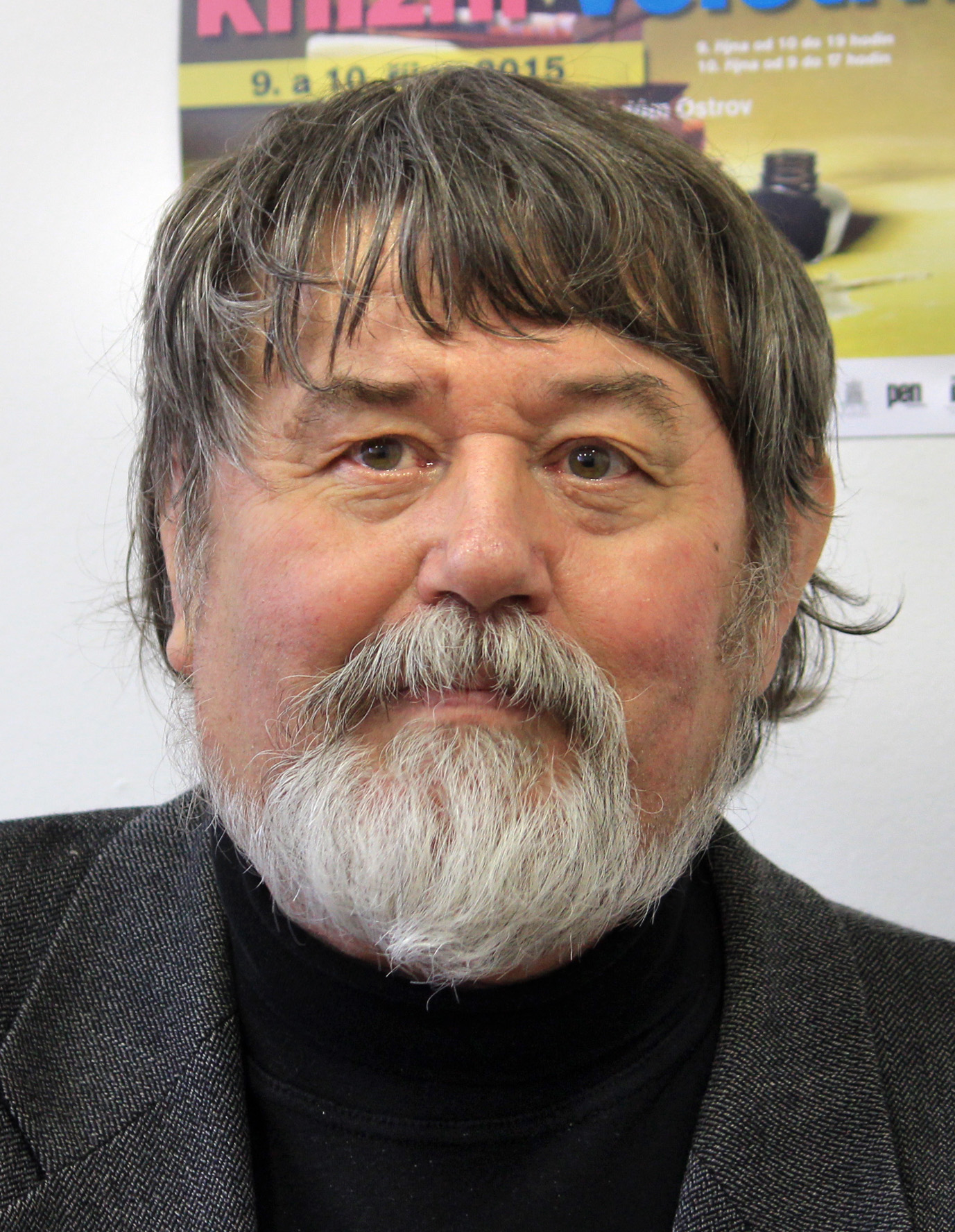
Petr Čornej, historik a spisovatel

- Šárka Strachová (27. 9. 2016)Petr Čornej, historik a spisovatel

### 2017
- prof. MUDr. Jitka Abrahámová, DrSc. (27. 9. 2017)
- prof. MUDr. Petr Arenberger, DrSc., MBA, FCMA (27. 9. 2017)
- prof. PhDr. Petr Čornej, DrSc. (27. 9. 2017)
- prof. MUDr. Josef Dvořák, DrSc. (27. 9. 2017)
- Vlastimil Dvořák (27. 9. 2017)
- prof. MUDr. Jiří Forejt, DrSc. (27. 9. 2017)
- Ing. Jan Havelka (27. 9. 2017)
- prof. PhDr. Josef Jařab, CSc. (27. 9. 2017)
- ak. soch. Zdeněk Kolářský (27. 9. 2017)

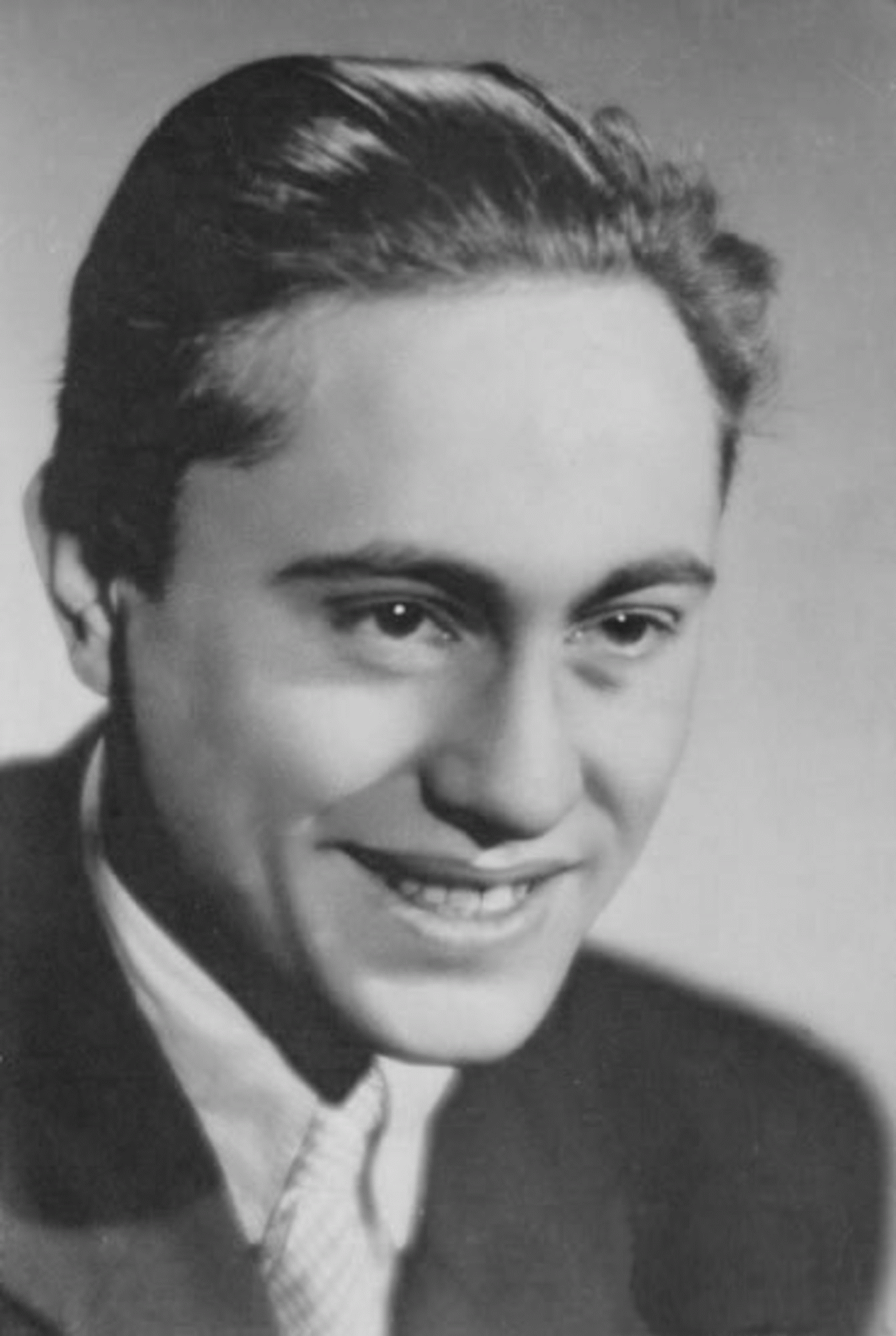
Felix Kolmer, fyzik, přeživší holokaustu

- Felix Kolmer, fyzik, přeživší holokaustuprof. Ing. Felix Kolmer, DrSc. (3. 5. 2017)
- Ing. Antonín Machala (27. 9. 2017)
- Květoslava Jeriová-Pecková (27. 9. 2017)
- Sir John Brian Pendry (12. 7. 2017)
- Ing. Jan Procházka, PhD. (27. 9. 2017)
- Jan Rybář SJ (27. 9. 2017)
- prom. ped. František Synek (27. 9. 2017)
- čet. Josef Švarc (27. 9. 2017)
- prof. MUDr. Vladislav Třeška, DrSc. (27. 9. 2017)
- prof. Anton Zeilinger (11. 7. 2017)

### 2018

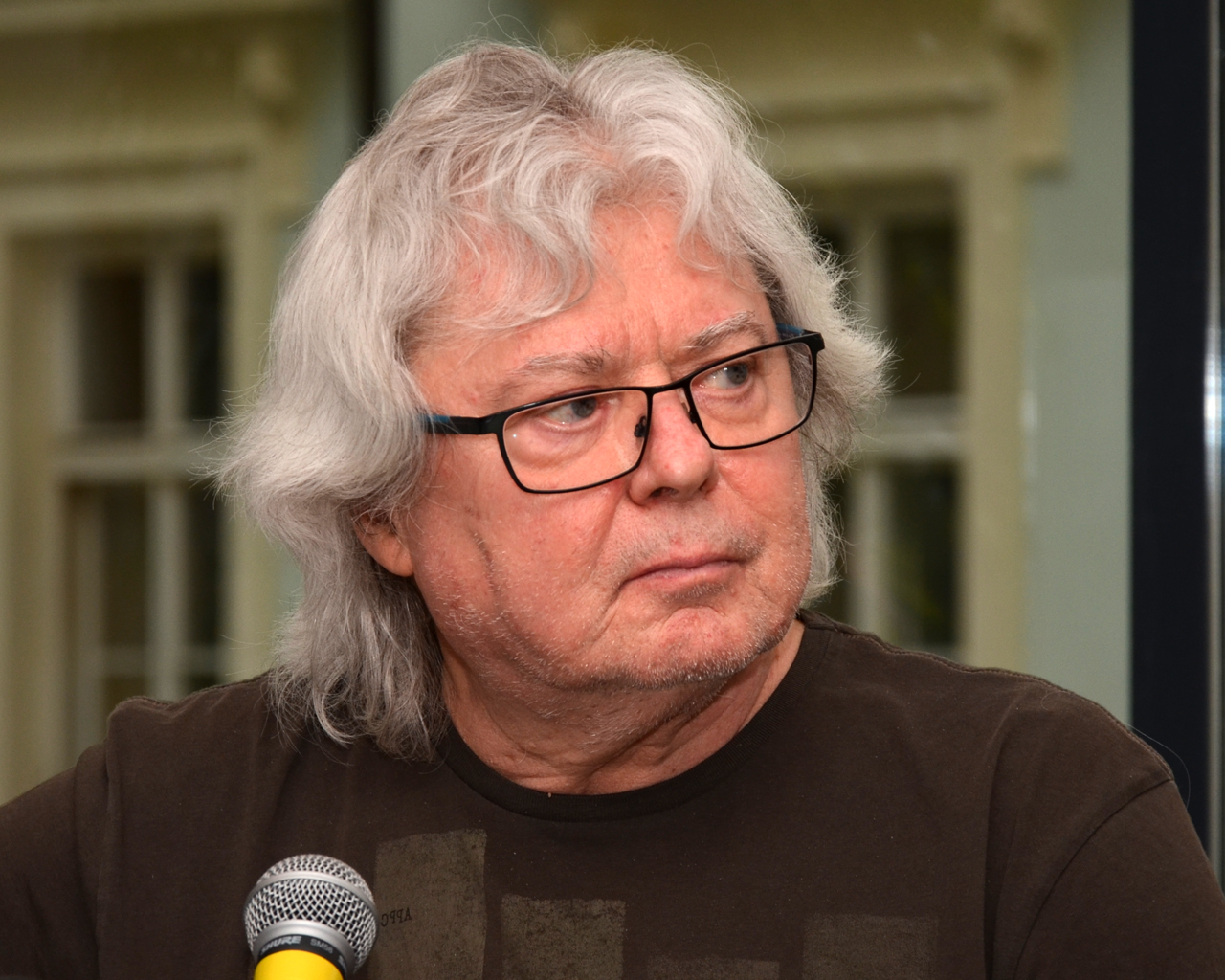
Vladimír Mišík, zpěvák

- Vladimír Mišík, zpěvákprof. PhDr. Ludvík Armbruster (27. 9. 2018)
- Mgr. Jiří Brýdl (27. 9. 2018)
- prof. RNDr. Martin Černohorský, CSc. (27. 9. 2018)
- PhDr. Karel Hrubý (27. 9. 2018)
- Vladimír Mišík (27. 9. 2018)
- PhDr. Ivo Mrázek (27. 9. 2018)
- Mjr. Alojz Mutňanský (27. 9. 2018)
- PaedDr. Mária Navrátilová (27. 9. 2018)
- Bc. Darina Nešporová (27. 9. 2018)
- Ondřej Synek, veslařMgr. Theodor Pártl (27. 9. 2018)

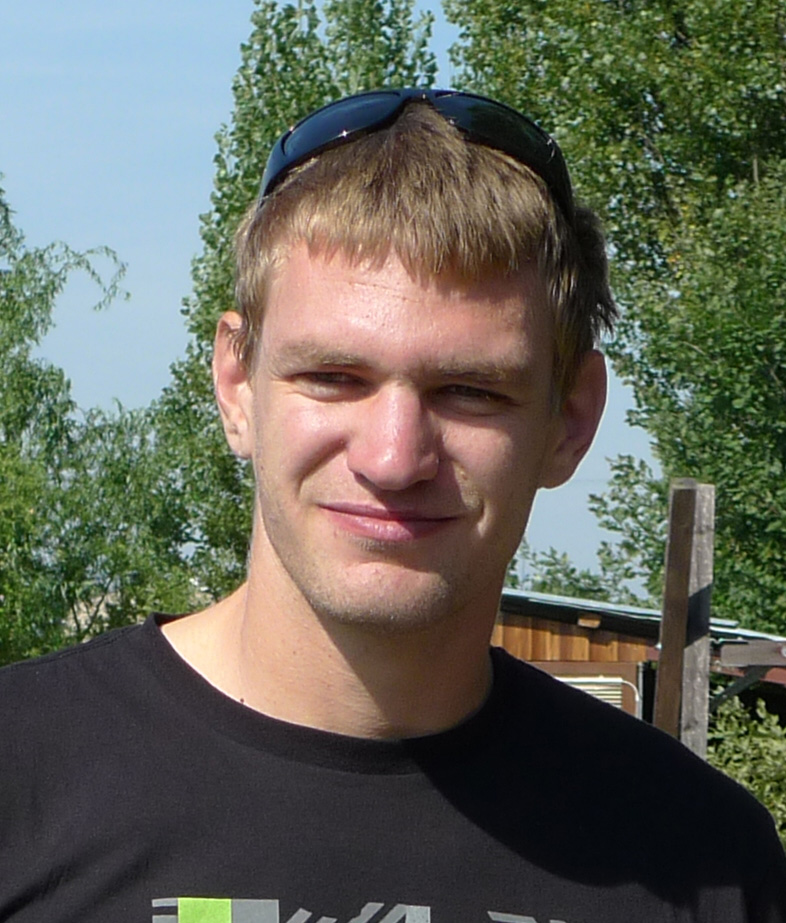
Ondřej Synek, veslař

- prof. PhDr. JUDr. Leopold Pospíšil, Ph.D., DSc. (27. 9. 2018)
- Ing. Otokar Randák (27. 9. 2018)
- prof. MUDr. Josef P. Skála, M.D., Ph.D., FRCPC (27. 9. 2018)
- Mgr. Bc. Martina Součková (27. 9. 2018)
- PhDr. Vojmír Srdečný (27. 9. 2018)
- Mgr. Miroslav Stulák (27. 9. 2018)
- Kpt. Mgr. Ondřej Synek (27. 9. 2018)
- prof. Ing. arch. Vladimír Šlapeta, DrSc. (27. 9. 2018)
- prof. Ing. Petr Vavřín, DrSc. (27. 9. 2018)
- Jaroslav Vrbenský (27. 9. 2018)
- prof. MUDr. Tomáš Zima, DrSc., dr. h. c. (27. 9. 2018)

### 2019

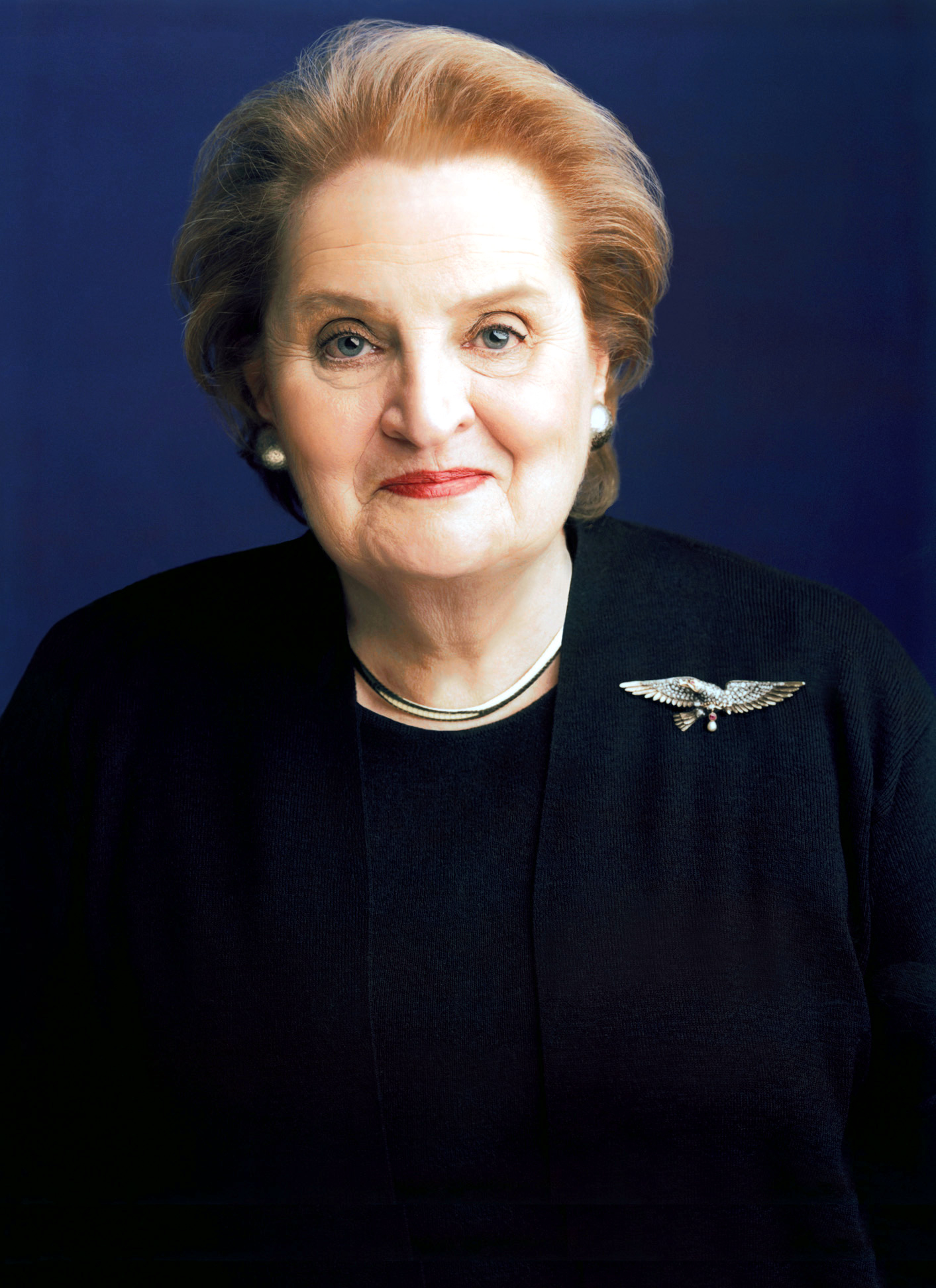
Madeleine Albrightová, bývalá ministryně zahraničí USA

- Madeleine Albrightová, bývalá ministryně zahraničí USAMadeleine Albrightová (23. 10. 2019)
- PhDr. Libuše Benešová (27. 9. 2019)
- arm. gen. v.v. Emil Boček (27. 9. 2019)
- prof. MUDr. Renata Cífková, CSc. (27. 9. 2019)
- RNDr. Václav Cílek, CSc. (27. 9. 2019)
- Jefim Fištejn (27. 9. 2019)
- Mgr. Jiří Hamza (27. 9. 2019)
- prof. Wolfgang Ketterle (17. 7. 2019)
- Michael Kocáb (27. 9. 2019)
- František Paštěka (27. 9. 2019)
- doc. RNDr. Luboš Perek, DrSc., dr. h. c. (25. 7. 2019)
- prof. William Daniel Phillips (17. 7. 2019)
- prof. Ing. Petr Sáha, CSc. (27. 9. 2019)
- Sir Roger Scruton (15. 11. 2019)
- Karel Steigerwald (27. 9. 2019)
- Milan Štěch (27. 9. 2019)
- Ing. Miroslav Zikmund, dr. h. c. (27. 9. 2019)

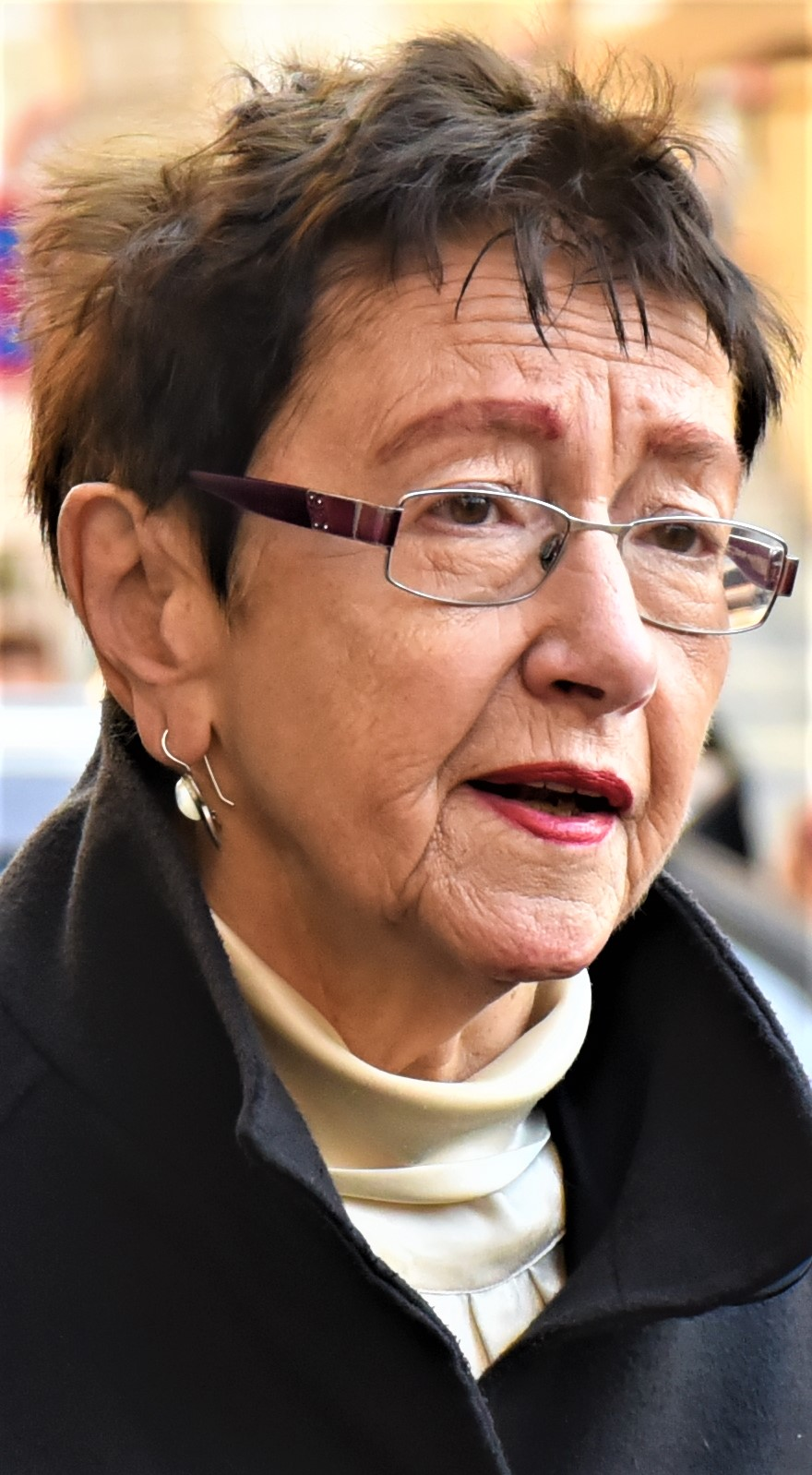
Jiřina Šiklová, socioložka, disidentka

- prof. Rainer Weiss (17. 7. 2019)

### 2020
- Ing. Libor Burian, MBA (25. 9. 2020)
- prof. RNDr. Pavel Drábek, DrSc. (25. 9. 2020)
- Ing. Hana Dvořáková, CSc. a prof. Ing. Dalimil Dvořák, CSc. (25. 9. 2020)
- Pavol Habera (25. 9. 2020)
- prof. PhDr. Libuše Hrabová, CSc. (25. 9. 2020)
- PhDr. Drahomíra Irglová (25. 9. 2020)
- Miroslav Kasáček a Ing. Luděk Navara (25. 9. 2020)
- Magdalena Kožená (25. 9. 2020)
- Jaroslav Kubera, in memoriam (25. 9. 2020)
- MgA. Jan Lorman (25. 9. 2020)
- Mons. Václav Malý (25. 9. 2020)
- Jan Pňakovič a Ing. Jan Pňakovič (25. 9. 2020)
- prof. RNDr. Pavel Prošek, CSc. (25. 9. 2020)
- Jaroslav Kubera, zesnulý předseda SenátuIng. Richard Smola (25. 9. 2020)
- Spirituál kvintet (25. 9. 2020)

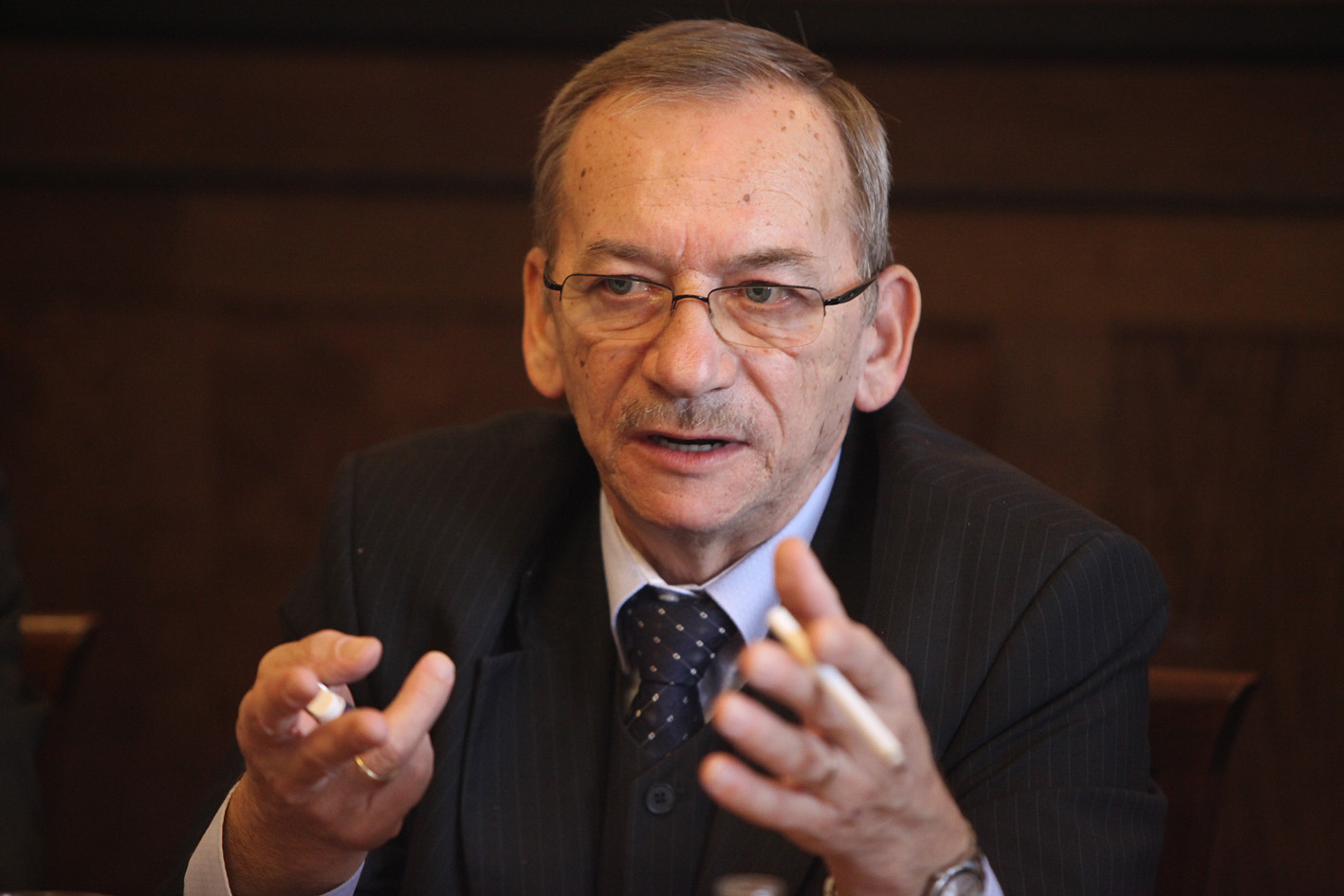
Jaroslav Kubera, zesnulý předseda Senátu

- PhDr. Jiřina Šiklová, CSc. (17. 6. 2020)
- Tomáš Vondráček (25. 9. 2020)
- Miloš Zapletal (25. 9. 2020)
- Leo Žídek (25. 9. 2020)

### 2021
- MUDr. Milena Černá (in memoriam) za zásadní skutky a vytrvalou pomoc v sociální a zdravotní oblasti. (28. 9. 2021)
- Nora Fridrichová, M.A. za mimořádnou nezdolnost a odvahu, za pomoc potřebným. (28. 9. 2021)
- RNDr. Jiří Grygar, CSc. za trvalou obhajobu vědy a vzdělávání navzdory okolnímu světu. (28. 9. 2021)
- prof. RNDr. Helena Illnerová, DrSc. za mimořádnou službu vědě a nezištné nasazení. (28. 9. 2021)
- prof. Ing. arch. Eva Jiřičná, CBE za jasné postoje a vytváření krásna. (28. 9. 2021)
- plk. Ing. Michal Koudelka za vytrvalou službu vlasti za všech okolností. (28. 9. 2021)
- Kristián Mensa za mladické a pokorné odhodlání a inspiraci. (28. 9. 2021)
- Marta Neužilová za odvahu, ochranu, vytrvalost a nezdolnost. (28. 9. 2021)
- Šimon Pánek za odvahu, pokoru a humanismus. (28. 9. 2021)
- prof. PhDr. Tomáš Petráček, Ph.D., Th.D. za vědu a víru. (28. 9. 2021)

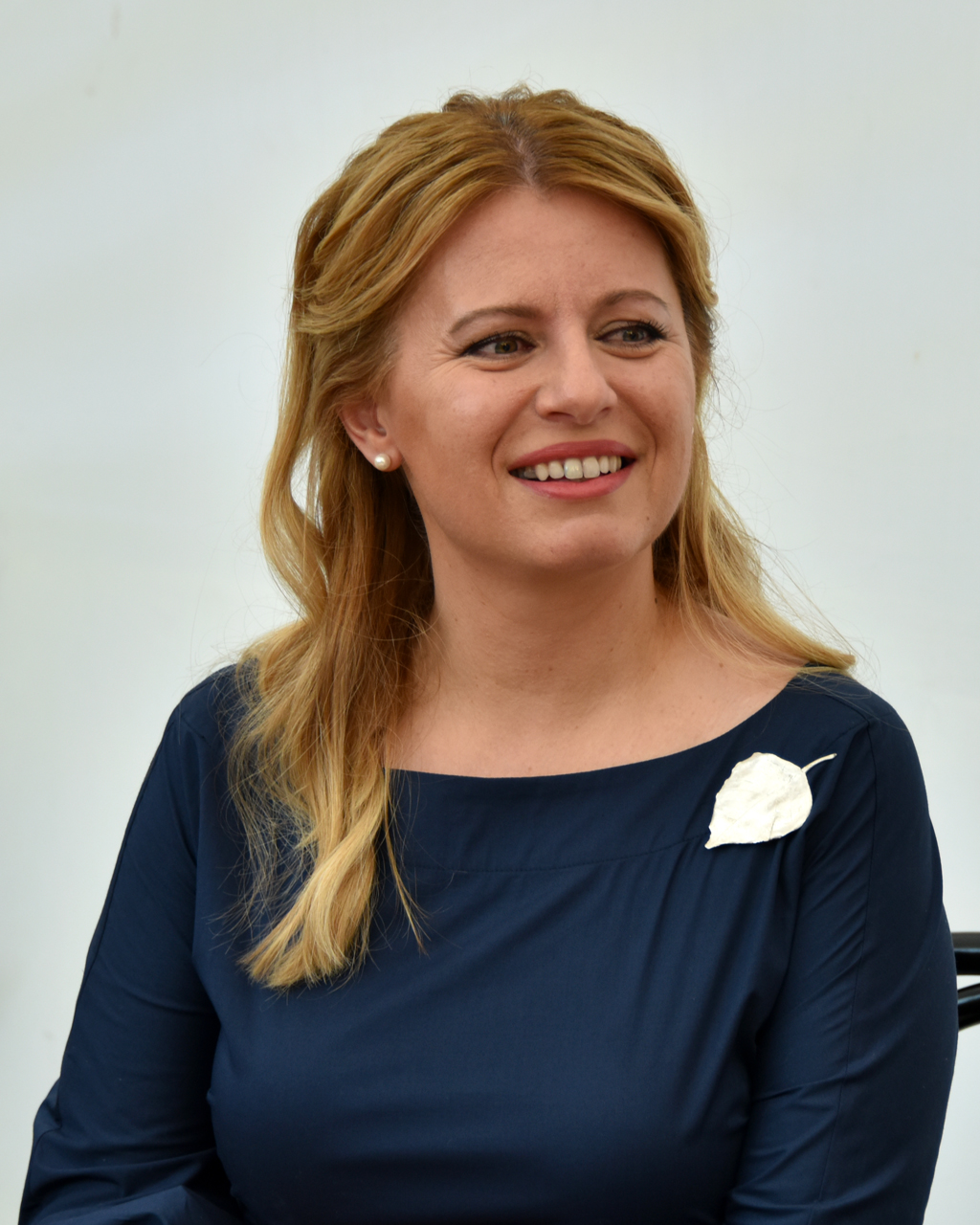
Zuzana Čaputová, prezidentka Slovenské republiky

- Zuzana Čaputová, prezidentka Slovenské republikyPhDr. Jaroslav Šturma za pomoc a podporu nemocným duším. (28. 9. 2021)
- Jiří Suchý za harmonii a soustavné rozdávání radosti. (28. 9. 2021)
- akad. soch. Petr Váňa za nové podoby kamene propsané do našich duší. (28. 9. 2021)
- prof. PhDr. Pavel Zatloukal a Mgr. Ondřej Zatloukal za soudržnost a život obohacující úctu k tradici. (28. 9. 2021)
- Joseph Wu, tchajwanský politik, (27. 10. 2021)[3]
- Zuzana Čaputová za „mimořádnou péči o pravdu, svobodu, politickou kulturu a vládu práva“ (16. 11. 2021)[4][5]

### 2022
- „Hrdý a statečný ukrajinský lid“ – převzal Ruslan Stefančuk, předseda Nejvyšší rady Ukrajiny (14. 4. 2022)[6]
- Harrison H. Schmitt (4. 8. 2022)
- Guy Consolmagno (4. 8. 2022)
- Jevhen Perebyjnis, náměstek ukrajinského ministra zahraničí a bývalý velvyslanec Ukrajiny v ČeskuJevhen Perebyjnis (10. 8. 2022)

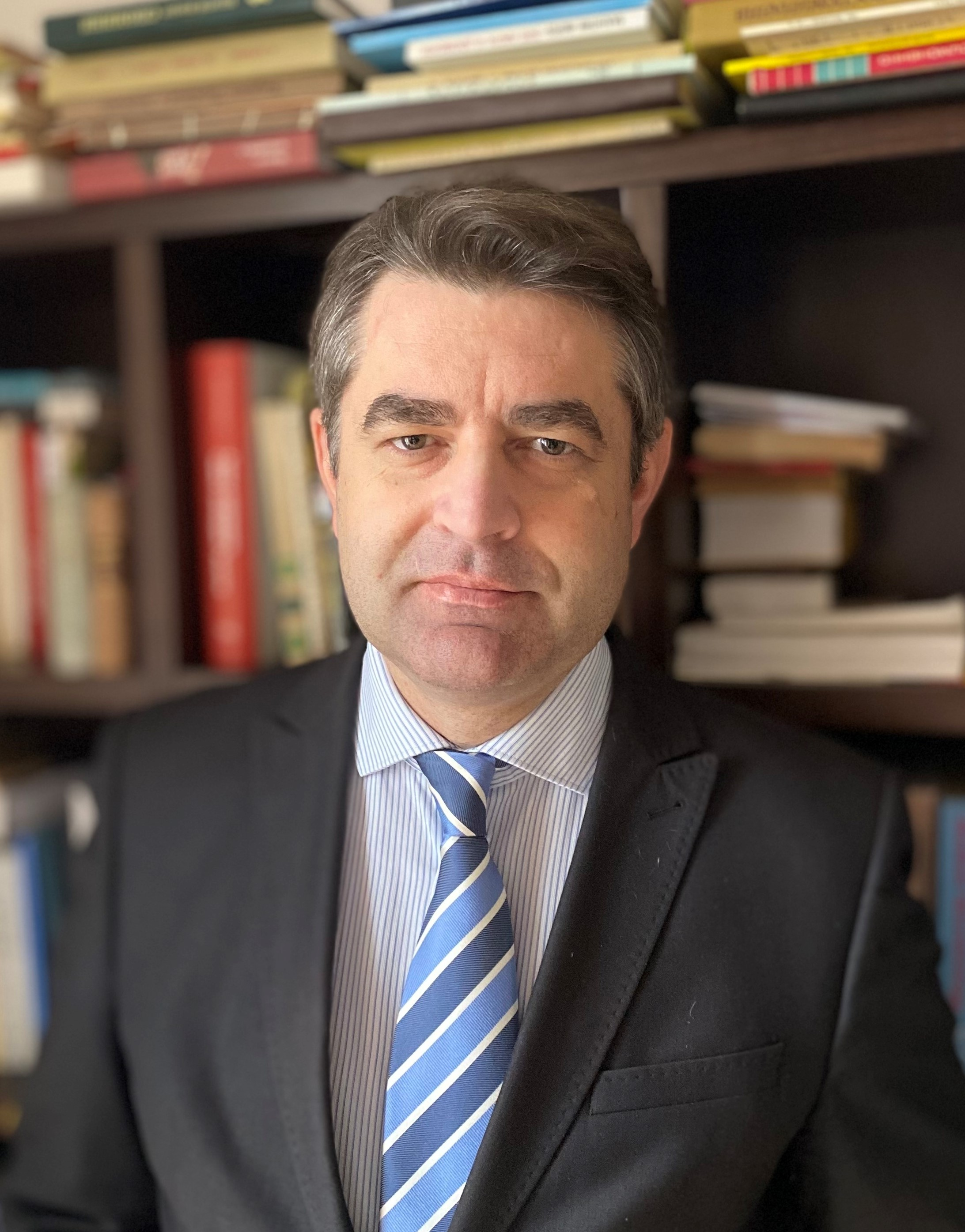
Jevhen Perebyjnis, náměstek ukrajinského ministra zahraničí a bývalý velvyslanec Ukrajiny v Česku

- Yemi Akinyemi Dele za odvahu překračovat každodennost a hledat výjimečnost. (28. 9. 2022)[7]
- Igor Blaževič za odvahu chránit člověka a prosazovat lidskost. (28. 9. 2022)
- Ing. Milan Hluchý, Ph.D. za ochranu přirozenou a lepší cestou. (28. 9. 2022)
- Petr Hora-Horejš za úžasnou možnost toulat se proti proudu času. (28. 9. 2022)
- Ida Kelarová za péči o talenty a lidskou identitu. (28. 9. 2022)
- prof. PhDr. Alena Macurová, CSc. za dar jazyka, díky kterému může být každý slyšen. (28. 9. 2022)
- Ing. Filip Maleňák za možnost zachránit jediným kliknutím. (28. 9. 2022)
- Mgr. Jakub Helebrant a Mgr. Karel Müller (Pastoral Brothers) za originální přístup k tradičnímu. (28. 9. 2022)
- Dagmar Pecková za silný hlas a podporu talentů. (28. 9. 2022)
- Lída Rakušanová za nekompromisní obhajobu svobody. (28. 9. 2022)
- Petra Třešňáková a Petr Třešňák za sílu pomáhat a burcovat. (28. 9. 2022)
- Josef Jelínek, Jan Lála, Ing. Václav Mašek, Adolf Scherer, Mgr. Jozef Štibrányi za úspěch, který nikdo nečekal. (28. 9. 2022)
- prof. RNDr. Jan Žďárek, DrSc. za ochranu hmyzí říše a její přiblížení lidem. (28. 9. 2022)[8]

### 2023
- Ing. Jana Tichá (28. 9. 2023)
- Prof. Mgr. Jindřich Štreit, dr. h. c. (28. 9. 2023)
- RNDr. Dina Štěrbová (28. 9. 2023)
- Anna Stejskalová (28. 9. 2023)
- Ing. Bc. Daniel Stach (28. 9. 2023)
- Snuggs: Linda Šejdová, Tomáš Zahradník (28. 9. 2023)
- Sharry: Ing. Vladimír Cibulka, Ing. Michal Čeřovský, Ing. Jakub Řezníček, Mgr. Bc. Josef Šachta (28. 9. 2023)
- Mgr. Nikol Leitgeb (28. 9. 2023)
- Mgr. Dagmar Kocmánková (28. 9. 2023)
- MgA. Tomáš Kačo (28. 9. 2023)
- Prof. PhDr. Tomáš Halík (28. 9. 2023)
- Martina Navrátilová „za skvělé výkony a odvahu být sama sebou“ (13. 6. 2023)[9]

### 2024
- Lenka Benešová – ekonomka, zakladatelka webu TaPolitika.cz (uděleno 29. září 2024)[10]
- Jiří Burýšek – novinář, tvůrce kanálu Jirka vysvětluje věci (uděleno 29. září 2024)[10]
- Marie Hájek Salomonová – zakladatelka neziskové organizace Nevypusť duši (uděleno 29. září 2024)[10]
- Jasmína Houdek a Pavel Houdek – zakladatelé projektu Moderní sebeobrana (uděleno 29. září 2024)[10]
- Jakub Hrůša – dirigent (uděleno 29. září 2024)[10]
- Aleš Kýr a Alena Šimánková – historik a archivářka (uděleno 29. září 2024)[10]
- Eva Lehečková a Filozofická fakulta Univerzity Karlovy – děkanka Filozofické fakulty Univerzity Karlovy (uděleno 29. září 2024)[10]
- Tomáš Mikolov – vědec v oboru umělé inteligence (uděleno 29. září 2024)[10]
- Diana Cam Van Nguyen – režisérka animovaných dokumentů (uděleno 29. září 2024)[10]
- Eva Pavlíková – spoluzakladatelka expertní komunity dobrovolníků Česko.Digital (uděleno 29. září 2024)[10]
- Tereza Salte – influencerka (uděleno 29. září 2024)[10]
- Ivan Trojan – herec (uděleno 29. září 2024)[10]
- Michael Žantovský – politik, diplomat, publicista (uděleno 29. září 2024)[10]

### Tiskové zprávy Senátu
- 2012 – Senát PČR ocenil 17 významných osobností Stříbrnou pamětní medailí
- 2013 – Předseda Senátu předal významným osobnostem Stříbrné medaile Senátu
- 2014 – 17 osobností bylo vyznamenáno Stříbrnou medailí Senátu
- 2015 – Předseda Senátu M. Štěch vyznamenal 17 osobností Stříbrnou pamětní medailí Senátu
- 2016 – 15 osobností převzalo z rukou předsedy M. Štěcha Stříbrnou medaili Senátu
- 2017 – Šestnáct osobností převzalo z rukou předsedy Senátu M. Štěcha Stříbrnou medaili Senátu
- 2018 – Předseda Senátu Milan Štěch udělil 21 osobnostem Stříbrnou pamětní medaili Senátu
- 2019 – Jaroslav Kubera poprvé v pozici předsedy Senátu udělil 12 osobnostem Stříbrné pamětní medaile
- 2020 – Předseda Senátu Miloš Vystrčil ocenil stříbrnou medailí 27 českých osobností, pojí je nezištná služba druhým
- 2021 – Stříbrnou medaili předsedy Senátu získalo 15 českých osobností. Podle Miloše Vystrčila je pojí statečnost, schopnost být inspirací a pevnost charakteru
- 2023 – Tenistka Navrátilová převzala Stříbrnou medaili předsedy Senátu (13.06.2023)

| - 2012 - 2013 - 2014 - 2015 - 2016 - 2017 - 2018 - 2019 - 2020 | - 2012 - 2013 - 2014 - 2015 - 2016 - 2017 - 2018 - 2019 - 2020 |  |